# Еразъм+
Еразъм Плюс (2014 – 2020) е новата програма на Европейския съюз в областта на образованието, младежта и спорта. Бюджетът на програмата за седемте години е 14,7 млрд. евро. За периода от 2021 до 2027 е съгласувано утрояване на бюджета, предоставяйки възможности на повече европейци да участват в интернационални проекти заедно с други младежи. Европейската комисия обещава висока ефикасност, финансова подкрепа, достъпност за възможно по-широка целева група.
„Еразъм+“ обединява седем програми на ЕС, като за първи път осигурява финансиране на проекти в областта на спорта. Програмата предлага възможности за сътрудничество между сектора на образованието и трудовия сектор.
Програмата обхваща следните области:
- образованието и обучението на всички равнища (училищно образование, висше образование, международно сътрудничество във висшето образование, професионално обучение и учене за възрастни);
- дейности в областта на младежта и неформалното образование;
- дейности в областта на спорта и в часност масовия спорт.

## История
Предвестници на проекта са програмите „Сократ I“ (1994 – 1999); „Сократ II“ (2000 – 2006), както и Програмата за пожизнено образование (2007 – 2013). На 23 ноември 2011 е представен проектът пред Европейския парламент, като по късно през 2013 е приет от Европейския съвет.

## Цели
- Намаляване на безработицата сред младите хора.
- Повишаването на квалификациите сред възрастните.
- Насърчаване на иновациите и конкурентоспособността.
- Намаляване на преждевременното напускане на училище.
- Увеличение на мобилността сред страните партньори на ЕС.
- Даване на гласност сред младежите и насърчаване да участват в европейската демокрация.

## Eразъм
Програмата представлява съвместна работа на университети в Европа и по света. Подкрепя мобилността на студенти, доценти и общия персонал във висшите учебни заведения. Признаването на учебните постижения в чужбина се познават от ECTS (Европейската система за трансфер и натрупване на кредити). Български университети, предлагащи следната програма:
- Аграрен университет – Пловдив;
- Бургаски свободен университет;
- Българска Академия на Науките;
- Великотърновски университет „Св. св. Кирил и Методий“;
- Висше строително училище „Любен Каравелов“;
- Висше училище по агробизнес и развитие на регионите;
- Висше училище по мениджмънт;
- Висше училище по застраховане и финанси;
- Икономически университет – Варна;
- Медицински университет – Плевен;
- Национална спортна академия „Васил Левски“;
- Нов български университет;
- Пловдивски университет „Паисий Хилендарски“;
- Софийски университет „Св. Климент Охридски“;
- Стопанска академия „Д. А. Ценов“ – Свищов;
- Технически университет – Варна;
- Технически университет – София;
- Тракийски университет;
- Университет по Архитектура, Строителство и Геодезия (УАСГ);
- Университет за национално и световно стопанство;
- Университет „Проф. д-р Асен Златаров“;
- Югозападен университет „Неофит Рилски“.

## Проекти

### Програма „Коменски“
Проектът насърчава съвместната кооперация на училища и обмен на ученици. Целта е мобилност и разширяване на образователния процес в прогимназиален и гимназиален етап.

### Програма „Леонардо да Винчи“
„Леонардо да Винчи“ е програма, реализирана от европейската комисия, насърчаваща повишаване на квалификации, чрез обучения и семинари. Зад определените проекти стоят организации и институции, а не директно ЕС.

### Програма „Грундвиг“
Програмата засяга възрастни хора, които искат да подобрят и обогатят техните знания в определена за тях сфера. Тя поощрява пожизненото учене и възможността за преквалификации.